# Air Greenland
Air Greenland A/S (dříve Grønlandsfly), také znám jako Greenlandair, je vlajkový letecký dopravce Grónska. Je vlastněn grónskou vládou.
Air Greenland provozuje flotilu 30 letounů, která se skládá z jednoho dopravního letounu pro transatlantické lety, 9 letadel s pevnými křídly pro domestické lety a 20 vrtulníků pro přestupy do menších komunit země. Lety do heliportů a helistopů ve vzdálených osadách jsou provozovány na zakázku pro grónskou vládu.
Kromě plánovaných a vládních letů do většiny osad v zemi podporuje dopravce také vzdálené výzkumné stanice, charterové lety pro turisty, grónský energetický a těžební průmysl a záchranné operace. V roce 2023 společnost přepravila 459 000 pasažérů.

## Historie

### 60. léta 20. století

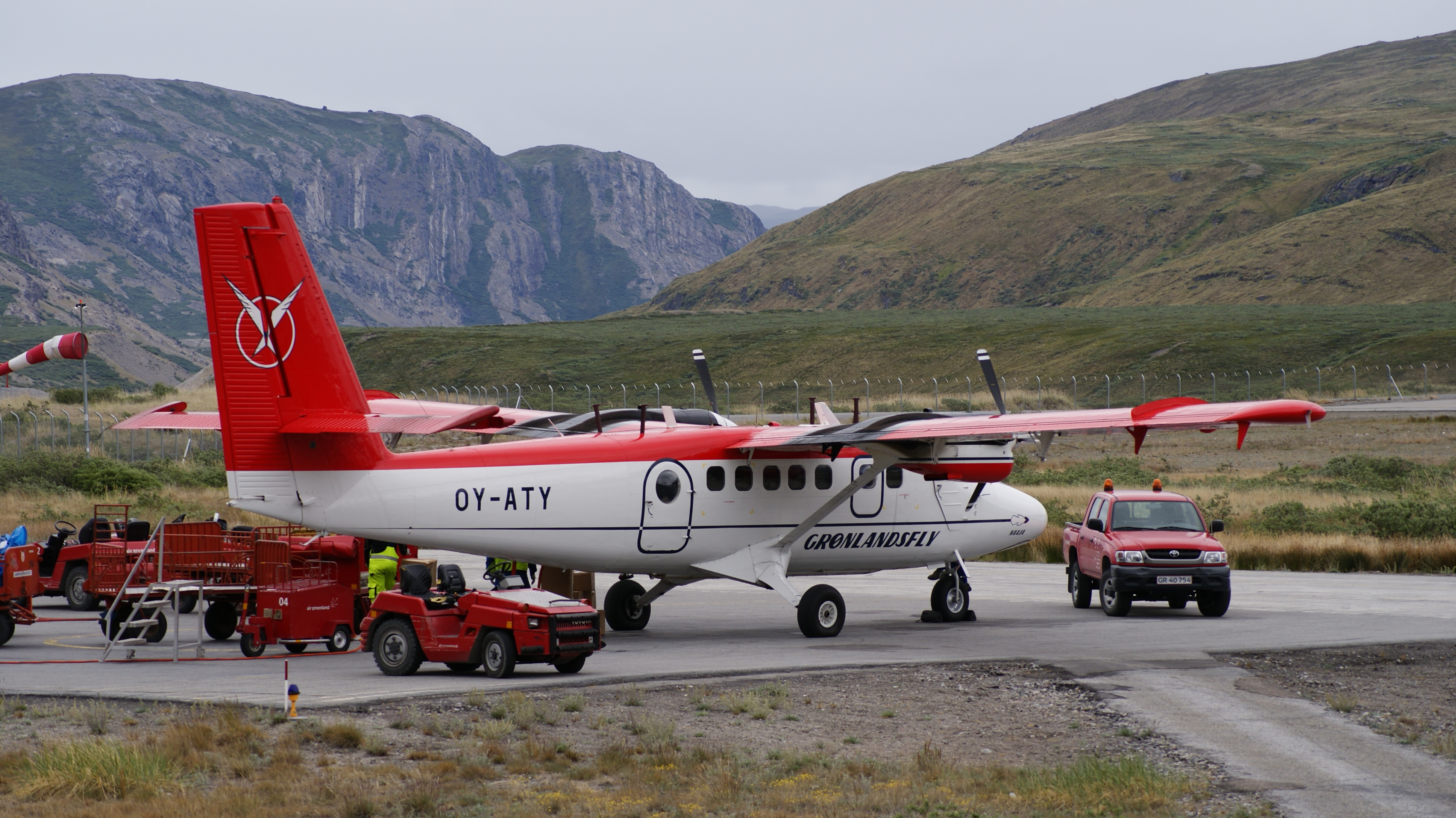
Letouny DHC-6 Twin Otter byly používány pro ambulantní a charterové lety, například na výzkumnou stanici Summit Camp

Společnost byla založena 7. listopadu 1960 jako Grønlandsfly společnostmi Scandinavian Airlines System (SAS) a Kryolitselskabet Øresund s cílem zásobovat stanice systému DEW v Sisimiutu a Kulusuku. Pro tento účel byl brzy s americkým letectvem uzavřen kontrakt a z Islandu pronajat Douglas DC-4 a z Kanady dva Sikorsky S-55. Od společnosti KGH, která měla letectví v Grónsku na starosti od roku 1958, přebrala smlouvy o pronájmu letadel s posádkou. Smlouvy zahrnovaly letouny PBY Catalina a Twin Otter.
V roce 1962 začala společnost provozovat lety s pasažéry, k čemuž používala PBY Cataliny a Twin Ottery, které mohly přistát na sněhu a ledě. Přestože oba letouny měly nízkou kapacitu (20 cestujících do PBY Cataliny a 8 - 9 do Twin Otteru), společnost brzy každoročně přepravovala až 14 000 pasažérů. Většina z nich cestovala z a do Kangerlussuaqu, kde měl SAS linku do Dánska.
V sobotu 12. května 1962 potkala společnost první velká nehoda - v Nuuku (tehdy Godthåb) se během přistání kvůli nezavřeným dveřím silně poškodila PBY Catalina, která na palubě nesla 21 osob (včetně tříčlenné posádky). V důsledku nehody zemřelo 15 cestujících, což společnost dovedlo k rozhodnutí nahradit hydroplány s vrtulníky.

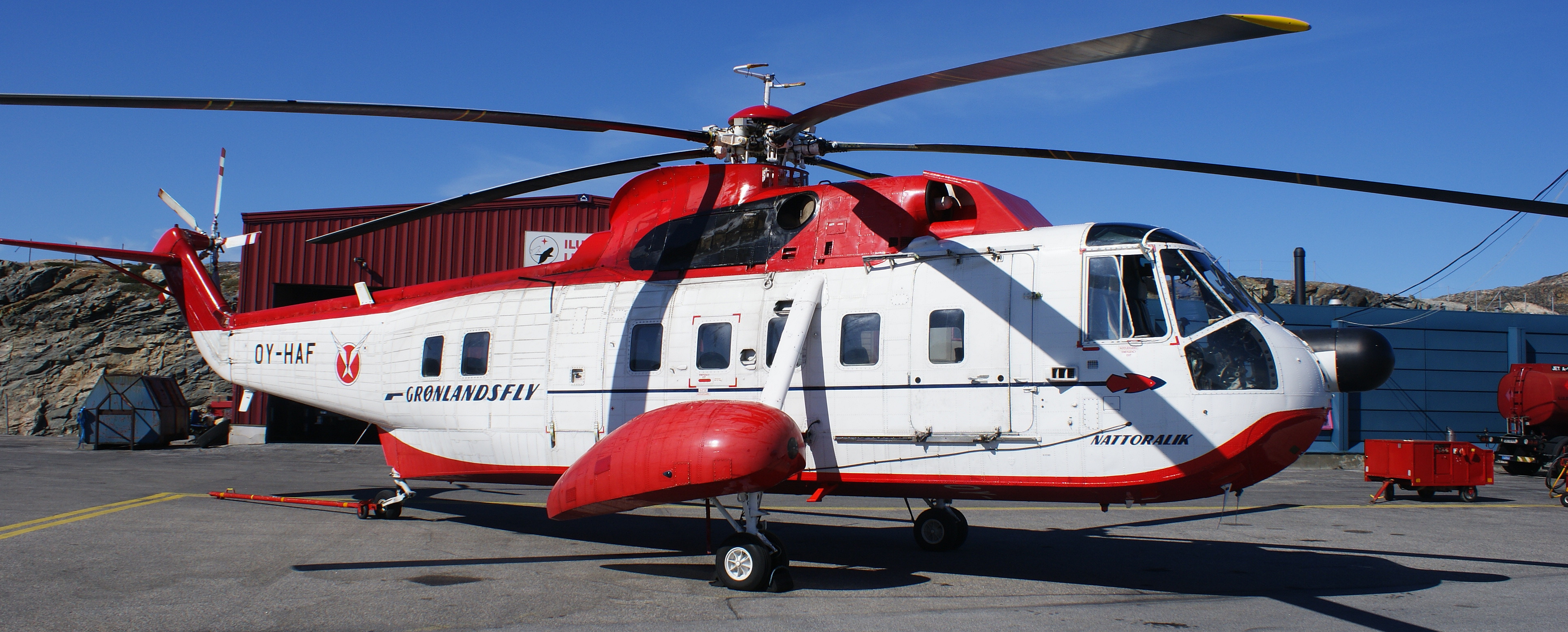
Sikorsky S-61N, jeden z prvních letounů ve flotile Air Greenland

V roce 1965 dorazily společnosti dva koupené Sikorsky S-61, které začala používat na pasažérské lety mezi odlehlými městy. V šesti městech byly vybudovány heliporty.
Zpočátku byli zaměstnanci aerolinie školeni u společnosti SAS v Dánsku; to se změnilo v roce 1966, kdy společnost začala své dopravní asistenty cvičit sama.

### 70. léta 20. století
V 70. letech 20. století začala společnost velmi investovat do nových spojení s helikoptérami, kterých ke konci dekády bylo již 8. Ve městech po celém západním pobřeží Grónska byly budovány heliporty. V roce 1972 byly na ostrově Ammassalik (kde se nachází Tasilaaq) uvedeny do provozu první helikoptéry a o tři roky později bylo v Thule zavedeno okresní letectví. V roce 1974 začala společnost školit první mechaniky. 

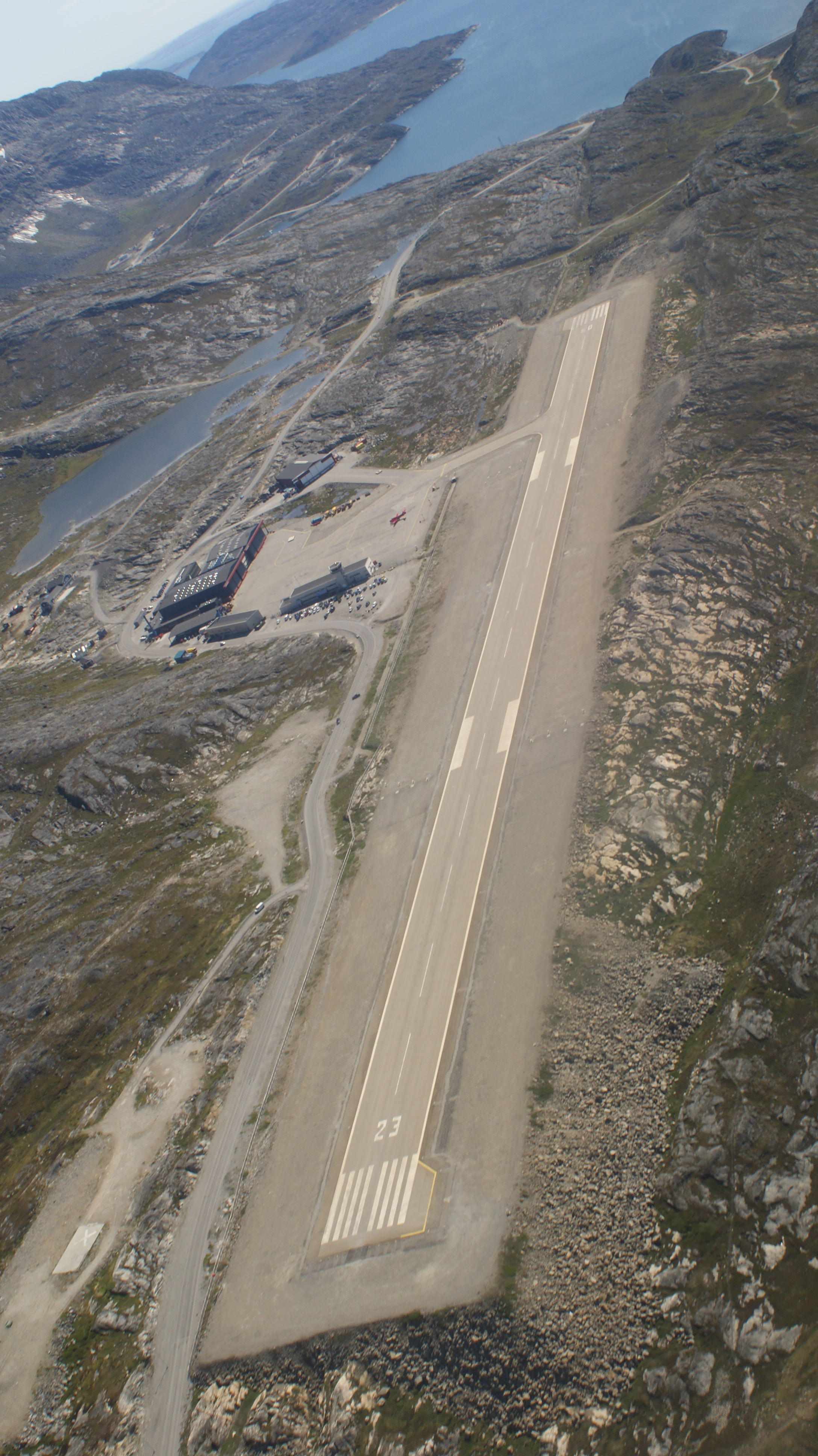
Ranvej na Letišti Nuuk

Grønlandsfly začal provozovat pátrací záchranné operace, sanitní lety a závěsné lety s těžkým nákladem zavěšených na lanech, který byla zdola připevněna ke stroji. V roce 1972 založil dceřinou společnost Greenlandic Charter, která měla na starosti lety s vrtulníkem Bell 206 do zinkového dolu v Maamoriliku a pronajímala své vrtulníky v souvislosti s těžbou ropy v Anglii, Skotsku, Irsku, Norsku, Kanadě, Aljašce a Nizozemí. Vrtulníky S-61 byly vylepšeny lepšími navigačními systémy a v roce 1976 jim bylo uděleno povolení pro lety za tmy.
V roce 1976 uzavřela aerolinie kontrakt s dánskou vládou ohledně pozorování ledu z letiště Narsarsuaq. Společnost už dříve své vybavení vládě pronajímala, ale nyní měla pozorování provádět sama. Pro úkol byly použity letouny Twin Otter.
V roce 1979 byla v Nuuku vybudována přistávací dráha s délkou 950 metrů, přičemž během konstrukce bylo potřeba odstřelovat horu. Společnost posléze koupila - jako jedna z prvních - letouny Dash-7. První z nich byl doručen 29. září 1979.
Každoroční počet cestujících se ke konci dekády navýšil na 60 000.

### 80. léta 20. století
Roku 1981 začala společnost provozovat svou první mezinárodní trasu, kterou byl Nuuk-Iqaluit. Stejného roku byla otevřena linka do Reykjavíku, která začínala v Narsarsuaqu a vedla přes Kulusuk.
V roce 1984 otevřela grónská vláda v Ilulissatu přistávací dráhu s délkou 850 metrů. Brzy následovala i ranvej v Kulusuku.
V roce 1986 otevřela aerolinie ve spolupráci s Icelandair trasu Narsarsuaq-Keflavík-Kodaň, která měla konkurovat letům do Dánska od SAS, které měly v té době většinový tržní podíl. V Ilulissatu převzala společnost Hotel Arctic.
Počet zaměstnanců se pohyboval kolem 400. Roli pilotů začali zastávat první gróňané a počet cestujících se ke konci desetiletí začal pohybovat kolem 100 000.

### 90. léta 20. století

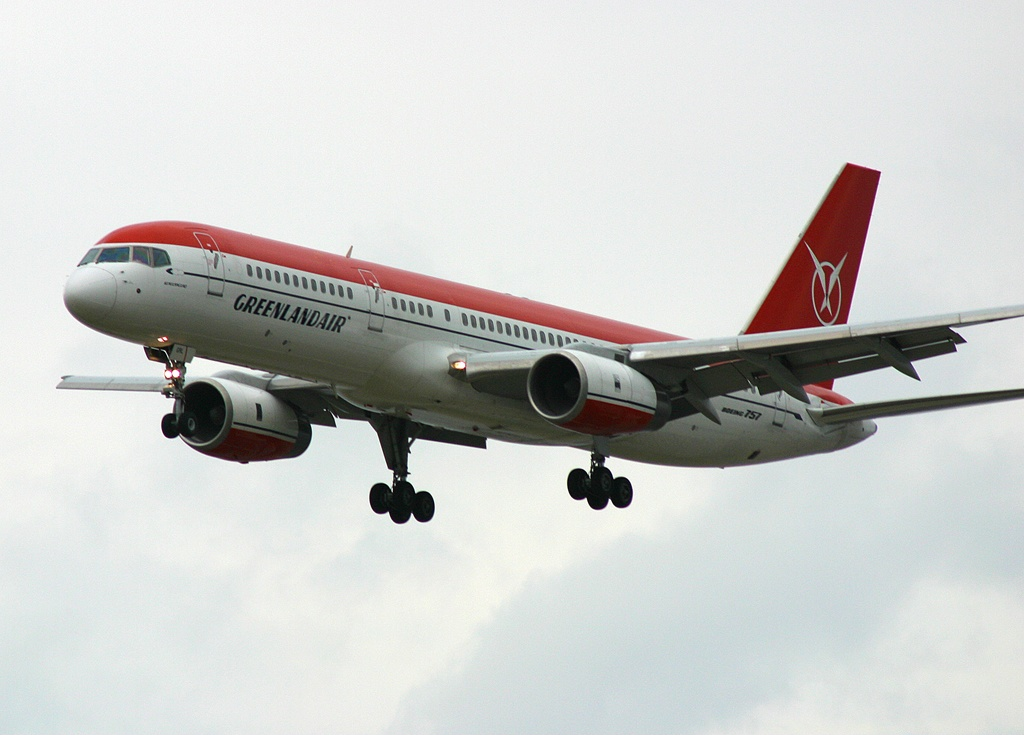
Kunuunnguaq

Na začátku 90. let se společnost rozhodla SAS konkurovat ještě více, a to nahrazením linky Narsarsuaq-Keflavík-Kodaň přímou linkou Narsarsuaq-Kodaň. Ta byla provozována s letouny, které byly pronajaté od Maersk Air.
V květnu 1998 otevřela aerolinie novou linku Kangerlussuaq-Kodaň, na které začala využívat svůj první dopravní letoun - Boeing 757-200, který nesl jméno Kunuunnguaq na počest grónského průzkumníka Knuda Rasmussena.
Grónská vláda začala masivně investovat do nových letišť. Ke konci 90. let byla otevřena nová letiště v Aasiaatu, Maniitsoqu, Sisimiut, Qaarsutu a Upernaviku. I přesto ale byla velká část cestujících a nákladu stále transportována helikoptérami. Ty létaly hlavně ve východním a jižním Grónsku a v zálivu Disko, kde nebyly žádné ranveje ještě vybudovány.
V roce 1999 přepravila společnost kolem 282 000 cestujících.

### 0. léta 21. století
Na sklonku tisíciletí nahradil Grønlandsfly svého ředitele Petera Ficha, který nebyl schopen splnit ani požadavky grónské vlády ohledně rozvoje dopravní sítě v zemi, ani požadavky představenstva společnosti ohledně rozvoje turismu, nižších cenách letenek a vyšších profitech. V roce 2000 činily ztráty 30 milionů dánských korun. Společnost navíc přišla o lukrativní kontrakt ze strany Tusass ohledně přepravy pošty, který připadl konkurenční dánské Air Alpha Greenland.
Fichovou náhradou byl Finn Øelund, jehož předchozí rolí bylo v představitelstvu reprezentovat SAS, jež ve společnosti vlastnilo 37,5 %. V roce 2001 bylo pod Øelundovým vedením vyhozeno 54 zaměstnanců. Nový ředitel společnosti si také postěžoval, že "vláda země nutí společnost provozovat ztrátové lety do odlehlých lokací".
Přestože byly výdělky na rok 2001 odhadovány na 30 milionů DKK, konečná částka se nakonec pohybovala kolem 7 milionů. K tomu přispěla i stávka zaměstnanců, která z velké části přerušila turistickou sezónu roku.
18. dubna 2002 změnila aerolinie svůj název z Grønlandsfly na Air Greenland.

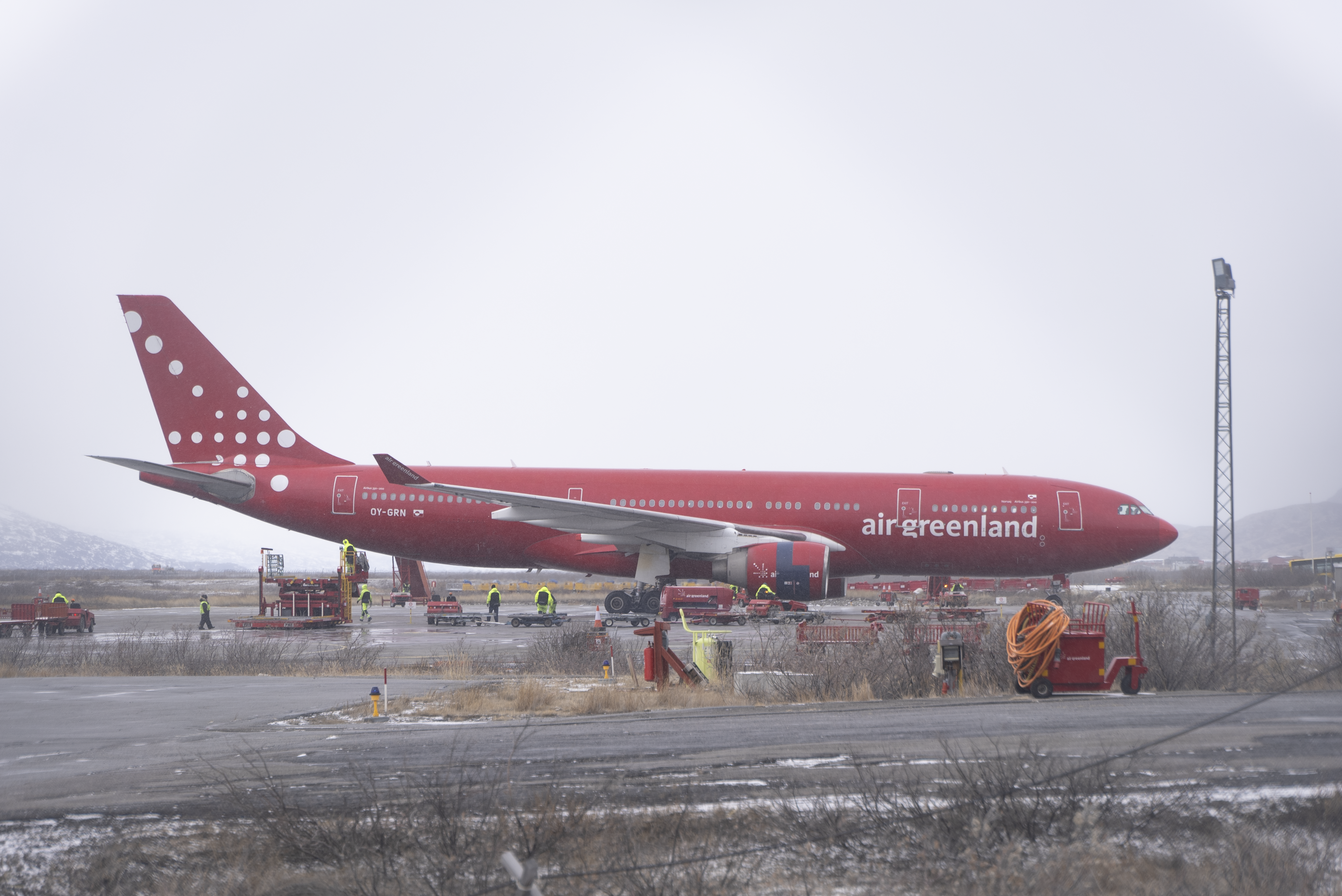
Norsaq

V druhé polovině roku 2002 uzavřela SAS linku Kangerlussuaq-Kodaň. To uvolnilo prostor pro Air Greenland. V listopadu nasadila společnost na linku nový Airbus 330-200, který pojmenovala jako Norsaq.
Roku 2003 opustil Øelund společnost a odešel do Maersk Air, a tak byl nahrazen Flemmingem Knudsonem. Stejného roku byl společnosti udělen pětiletý kontrakt od amerického letectva na lety mezi leteckou základnou Thule a Kodaní. Později byl neustále obnovován. Na jaře stejného roku otevřela společnost linku mez Akureyri a Kodaní. Ta byla ale po půlroce kvůli nízké poptávce uzavřena. Stejný osud potkal spojení mezi Grónskem a Baltimorem v roce 2007.
První akvizici jiné aerolinie provedl Air Greenland 28. července 2006, kdy přebral Air Alpha Greenland, který provozoval lety vrtulníky v zálivu Disko a ve východní části země.
V roce 2007 opustil společnost Flemming Knudson. Na pozici ředitele byl brzy dosazen Michael Binzer. Jeho cíli byla větší komercializace a soběstačnost pod plánem Qarsoq 2012.
1. října 2007 zavedla společnost nový systém elektronických letenek.
V roce 2009 společnost přepravila kolem 399 000 pasažérů a zaměstnávala 650 osob.

### 10. léta 21. století
Kvůli technickým potížím 1. ledna 2010 Air Greenland pozastavil svou účast ve věrnostním programu EuroBonus od SAS. V roce 2011 byla pozastavena nonstop linka z Narsarsuaqu do Kodaně.
V roce 2015 společnost koupila 30% akcií v islandské letecké společnosti Norðurflug.

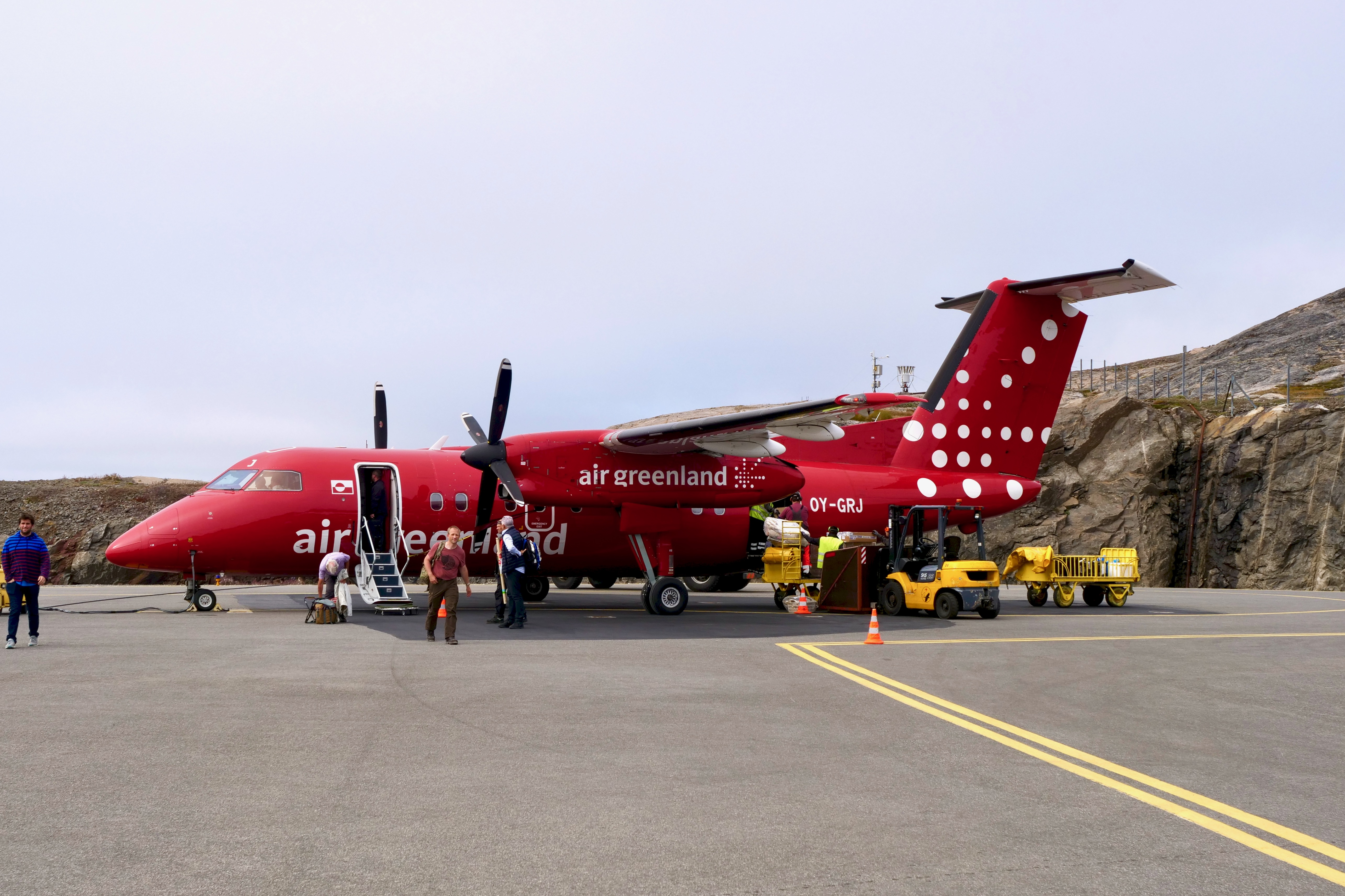
Dash-8

V roce 2010 aerolinie koupila své první dva letouny Dash-8. Do roku 2015 s nimi nahradila všechny Dash-7. V roce 2019 nahradila všechny své helikoptéry King Air 200 s King Air 250.
V roce 2013 se ředitelem společnosti stal Michael Højgaard. Roku 2017 odešel a byl nahrazen Jacobem Nitterem Sørensenem.
Roku 2019 se SAS a Dánsko rozhodly prodat své akcie v Air Greenland Grónsku, což z aerolinie učinilo společnost 100% vlastněnou grónskou vládou.

### 20. léta 21. století
Kvůli pandemii covidu-19 byla společnost v roce 2020 nucena zrušit 95 pozic. Roku 2021 podepsala s grónskou vládou nové desetileté kontrakty, které jí umožnily nahradit helikoptéry Bell 212 s Airbus H155.
7. prosince 2022 doručil Airbus aerolinii do Toulouse nový A330-880neo, pojmenovaný Tuukkaq. Do provozu byl uveden 19. prosince a nahradil 24 let starý Norsaq.

## Destinace
| Země    | Město                   | Letiště                                          |
| ------- | ----------------------- | ------------------------------------------------ |
| Dánsko  | Billund                 | Letiště Billund                                  |
| Dánsko  | Kodaň                   | Letiště Kodaň                                    |
| Grónsko | Aappilattoq (Avannaata) | Helistop Aappilattoq (Avannaata)                 |
| Grónsko | Aappilattoq (Kujalleq)  | Helistop Aappilattoq (Kujalleq)                  |
| Grónsko | Aasiaat                 | Letiště Aasiaat                                  |
| Grónsko | Akunnaaq                | Helistop Akunnaaq                                |
| Grónsko | Alluitsup Paa           | Helistop Alluitsup Paa                           |
| Grónsko | Ammassivik              | Helistop Ammassivik                              |
| Grónsko | Arsuk                   | Helistop Arsuk                                   |
| Grónsko | Attu                    | Helistop Attu                                    |
| Grónsko | Iginniarfik             | Helistop Iginniarfik                             |
| Grónsko | Ikamiut                 | Helistop Ikamiut                                 |
| Grónsko | Ikerasaarsuk            | Helistop Ikerasaarsuk                            |
| Grónsko | Ikerasak                | Helistop Ikerasak                                |
| Grónsko | Ilulissat               | Letiště Ilulissat                                |
| Grónsko | Innaarsuit              | Helistop Innaarsuit                              |
| Grónsko | Itilleq                 | Helistop Itilleq                                 |
| Grónsko | Isortoq                 | Helistop Isortoq                                 |
| Grónsko | Ittoqqortoormiit        | Letiště Nerlerit Inaat Helistop Ittoqqortoormiit |
| Grónsko | Kangaatsiaq             | Heliport Kangaatsiaq                             |
| Grónsko | Kangerlussuaq           | Letiště Kangerlussuaq                            |
| Grónsko | Kangersuatsiaq          | Helistop Kangersuatsiaq                          |
| Grónsko | Kitsissuarsuit          | Helistop Kitsissuarsuit                          |
| Grónsko | Kuummiut                | Heliport Kuummiut                                |
| Grónsko | Kullorsuaq              | Helistop Kullorsuaq                              |
| Grónsko | Kulusuk                 | Letiště Kulusuk                                  |
| Grónsko | Maniitsoq               | Letiště Maniitsoq                                |
| Grónsko | Nanortalik              | Heliport Nanortalik                              |
| Grónsko | Narsarmijit             | Helistop Narsarmijit                             |
| Grónsko | Narsarsuaq              | Letiště Narsarsuaq                               |
| Grónsko | Narsaq                  | Heliport Narsaq                                  |
| Grónsko | Niaqornaarsuk           | Helistop Niaqornaarsuk                           |
| Grónsko | Niaqornat               | Heliport Niaqornat                               |
| Grónsko | Nuuk                    | Letiště Nuuk                                     |
| Grónsko | Nuussuaq                | Helistop Nuussuaq                                |
| Grónsko | Qaanaaq                 | Letiště Qaanaaq                                  |
| Grónsko | Qaarsut                 | Letiště Qaarsut                                  |
| Grónsko | Qaqortoq                | Heliport Qaqortoq                                |
| Grónsko | Qasigiannguit           | Helistop Qasigiannguit                           |
| Grónsko | Qeqertarsuaq            | Heliport Qeqertarsuaq                            |
| Grónsko | Qeqertaq                | Helistop Qeqertaq                                |
| Grónsko | Paamiut                 | Letiště Paamiut                                  |
| Grónsko | Pituffik                | Letecká základna Thule                           |
| Grónsko | Saattut                 | Helistop Saattut                                 |
| Grónsko | Saqqaq                  | Helistop Saqqaq                                  |
| Grónsko | Sarfannguit             | Helistop Sarfannguit                             |
| Grónsko | Sermiligaaq             | Helistop Sermiligaaq                             |
| Grónsko | Siorapaluk              | Helistop Siorapaluk                              |
| Grónsko | Sisimiut                | Letiště Sisimiut                                 |
| Grónsko | Tasiilaq                | Helistop Tasiilaq                                |
| Grónsko | Tasiusaq (Avannaata)    | Helistop Tasiusaq (Avannaata)                    |
| Grónsko | Tasiusaq (Kujalleq)     | Helistop Tasiusaq (Kujalleq)                     |
| Grónsko | Tiniteqilaaq            | Helistop Tiniteqilaaq                            |
| Grónsko | Ukkusissat              | Helistop Ukkusissat                              |
| Grónsko | Upernavik               | Letiště Upernavik                                |
| Grónsko | Upernavik Kujalleq      | Helistop Upernavik Kujalleq                      |
| Grónsko | Uummannaq               | Helistop Uummanaaq                               |
| Island  | Keflavík                | Letiště Keflavík                                 |

Zdroj: 

## Flotila
| Letoun             | Počet | Cestující | Cestující | Cestující | Poznámky                   | Ref.   |
| Letoun             | Počet | B         | E         | Celkem    | Poznámky                   | Ref.   |
| ------------------ | ----- | --------- | --------- | --------- | -------------------------- | ------ |
| Airbus A330-800neo | 1     | 42        | 263       | 305       |                            | [ 24 ] |
| Airbus H125        | 11    | -         | -         | 5         | Dříve známý jako AS350     |        |
| Airbus H155        | 7     | -         | -         | 13        |                            |        |
| Airbus H225        | 2     | -         | -         | 19        | Používán pouze pro SAR     |        |
| Bombardier Dash 8  | 8     | 0         | 37        | 37        |                            | [ 25 ] |
| Beech King Air 200 | 1     | -         | -         | 8         | Používán pouze pro MEDEVAC |        |

Zdroje: 

## Struktura

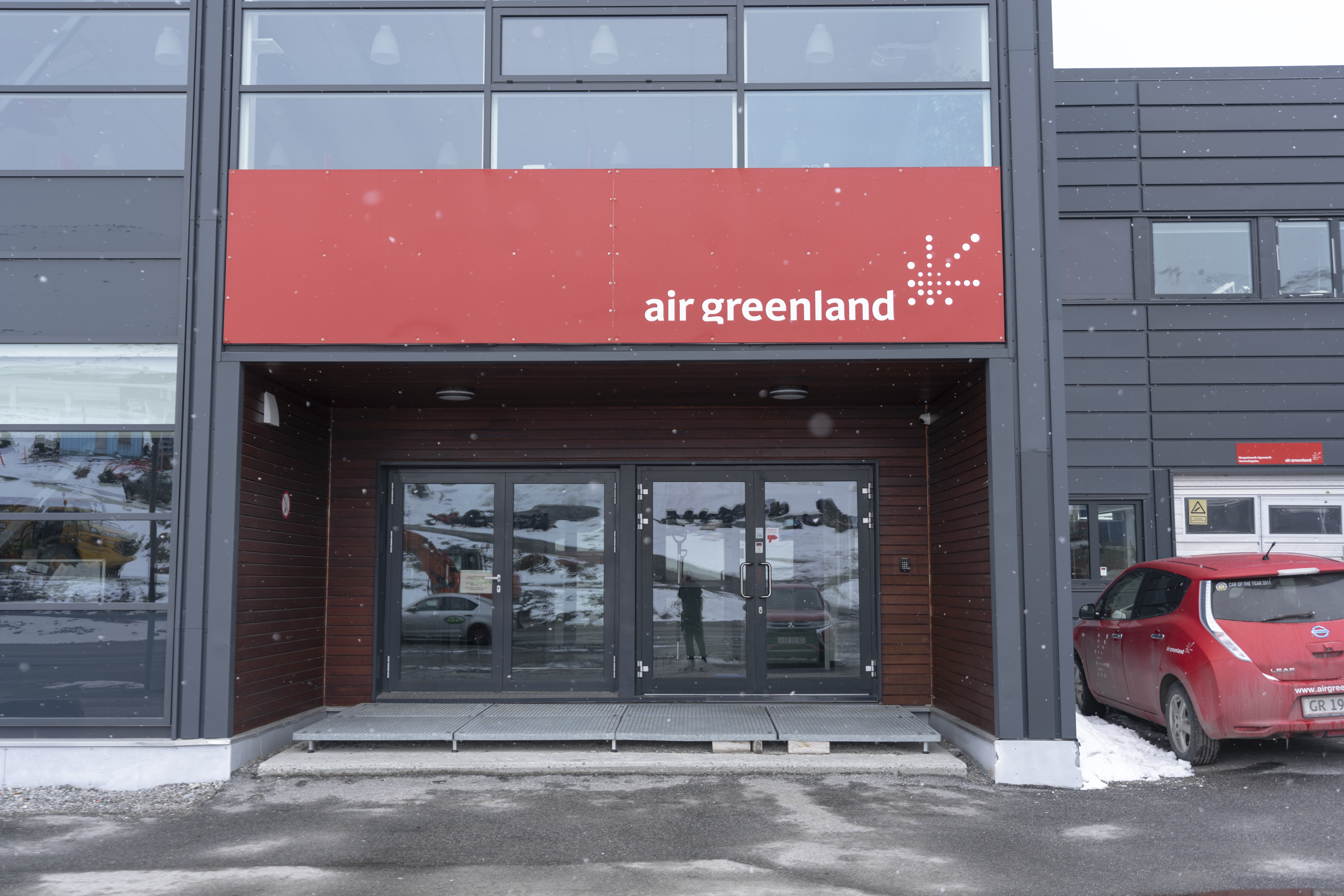
Sídlo Air Greenland v Nuuku.

Air Greenland je registrován jako akciová společnost. Sídlí v Nuuku.

### Vlastnictví
29. května 2019 odkoupila grónská vláda 37,5% akcií od SAS Group a 25% od dánské vlády, díky čemuž se stala jediným vlastníkem. Za 62,5% akcií celkově zaplatila 461 milionů dánských korun (1,6 miliard korun českých). Společnost je pod kontrolou Ministerstva bydlení a infrastruktury, které dohlíží na rozvoj dopravního průmyslu v Grónsku a kontroluje Grónský letištní úřad (Mittarfeqarfiit).

### Správa

#### Výkonná rada
Výkonná rada společnosti má 6 pozic - generální ředitel, finanční ředitel, obchodní ředitel, technický ředitel, ředitel provozu letadel a ředitel HR. Generální ředitel je volen představenstvem a určuje zbytek výkonné rady.
Současným generálním ředitelem je Jacob Nitter Sørensen.

#### Představenstvo
Představenstvo aerolinie má celkem 9 členů, přičemž 6 z nich je vybíráno gróskou vládou a 3 jsou voleni jejími zaměstnanci. Členové jsou každý rok určováni na valné hromadě. Jeho současným předsedou je Malik Hegelund Olsen (od května 2018) a místopředsedou Steen Jensen (od roku 2020).

### Dceřiné společnosti

#### Turistika
- Hotel Arctic A/S - hotelová a cestovní agentura sídlící v Ilulissatu. Je celá vlastněna Air Greenland.[3]
- Greenland Travel A/S - cestovní agentura se sídlem v Kodani. Je celá vlastněna Air Greenland.[3]
  - World of Greenland A/S - společnost pořádající výlety a aktivity poblíž Ilulissatu, ve kterém sídlí. Byla založena 1. ledna 2007[31] a jde o partnerství mezi Greenland Travel A/S a Ilulissat Travel A/S. Je očekáváno, že se v roce 2024 společnost spojí s Hotel Arctic A/S.[3]

#### Aerolinie
- Norlandair - islandská aerolinie sídlící v Akureyri. Air Greenland v ní vlastní 25,8%.[3]

## Nehody
- 29. srpna 1961 se 20 kilometrů od Kangerlussuaqu zřítil DHC-3 Otter (registrace CF-MEX). Šlo o neplánovaný let z Kangerlussuaqu do Aasiaatu. Příčinou nehody byl únik a následné vzplanutí paliva. Jeden z pilotů zahynul, zatímco ten druhý a čtyři pasažéři na palubě přežili.[32]
- 12. května 1962 na letišti v Nuuku během přistávání havaroval letoun PBY Catalina (registrace CF-IHA). Nehoda byla způsobena mechanickou poruchou ve dveřích podvozku, která jim zabránila se během přistávání na vodě zavřít a způsobila potopení letounu. Zemřelo 15 z 21 lidí na palubě.[33]
- 25. října 1973 se zřítil zhruba 40 kilometrů jižně od Nuuku vrtulník S-61N (nazývaný Akigssek; registrace OY-HAI). Zahynulo všech 15 osob na palubě. Vrtulník byl na cestě z Nuuku do Paamiutu. Stejná helikoptéra musela o dva roky dříve nouzově přistát na fjordu Kangerlussuaq, a to kvůli vyhoření obou motorů, které způsobil led v jejich přívodech.[34]
- 7. června 2008 na přistávací dráze v Nuuku havarovala helikoptéra AS350. Nikdo na palubě nebyl zraněn, ale vrtulník byl nenávratně poškozen.[35][36]
- 29. ledna 2014 sjel letoun Dash 8-Q202 (let Air Greenland 3205; registrace OY-GRI) z ranveje na letišti Ilulissat. Poté sjel ze zhruba 10metrového svahu, než se zastavil. Čtyři pasažéři byli vzati do nemocnice na pozorování, ale nebyla hlášena žádná vážná zranění či úmrtí. Během nehody vádl silný boční vítr o rychlosti 65 kilometrů za hodinu. Letoun nebyl již opraven.[37]